# Capay (condado de Yolo)
Capay es un área no incorporada ubicada en el condado de Yolo en el estado estadounidense de California.

## Geografía
Capay se encuentra ubicada en las coordenadas 38°42′28″N 122°2′53″O / 38.70778, -122.04806.